# Bodø
Bodø este un oraș din provincia Nordland, Norvegia.